# West Haven, Connecticut
West Haven je grad u američkoj saveznoj državi Connecticut. Prema popisu stanovništva iz 2010. u njemu je živjelo 55.564 stanovnika.